# Эта Голубя
Эта Голубя (лат. η Columbae), HD 40808 — двойная звезда в созвездии Голубя на расстоянии приблизительно 446 световых лет (около 137 парсек) от Солнца. Видимая звёздная величина звезды — +3,96m.

## Характеристики
Первый компонент — жёлто-оранжевый гигант спектрального класса K0III, или K0, или G8-K1II. Масса — около 4,97 солнечной, радиус — около 39,58 солнечного, светимость — около 645,654 солнечной. Эффективная температура — около 4652 K.
Второй компонент — коричневый карлик. Масса — около 72 юпитерианских. Удалён в среднем на 2,502 а.е..